# Mại dâm đường phố

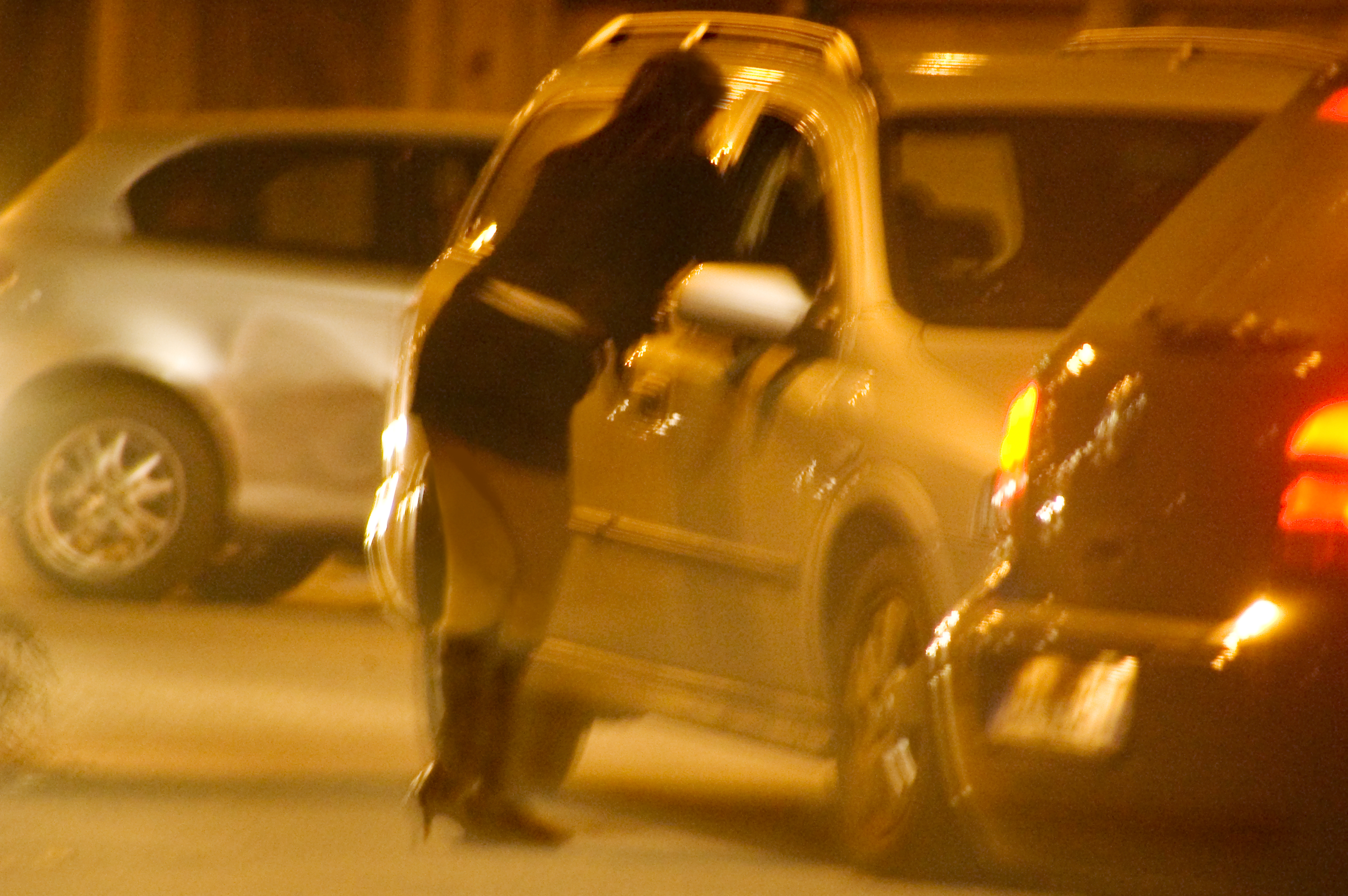
Người phụ nữ này được sử dụng trong hoạt động mại dâm ở Tây Âu bị bắt buộc thông qua đe dọa và đe dọa để trao tất cả thu nhập cho kẻ buôn người của cô.

Mại dâm đường phố là một hình thức mại dâm trong đó gái mại dâm kêu gọi khách hàng từ một nơi công cộng, thường là một con đường, trong khi đứng chờ tại các góc đường hoặc đi dọc theo một con đường, nhưng cũng có thể là các nơi công cộng khác như công viên, ghế đá, vv. Gái mại dâm thường mặc quần áo gợi cảm. Hành vi tình dục có thể được thực hiện trong xe của khách hàng, ở một địa điểm trên đường hẻm ở gần đó, hoặc tại nơi ở của gái mại dâm hoặc trong một phòng khách sạn đã thuê.

## Tính hợp pháp
Mại dâm đường phố thường là bất hợp pháp, ngay cả ở các khu vực cho phép các hình thức mại dâm khác.
Ước tính chỉ có 10-20% các công nhân tình dục làm việc trên đường phố; tuy nhiên, cũng ước tính rằng 90% số lần bắt giữ những người bán dâm là những người làm việc trên đường phố.
Ở một số khu vực nơi mại dâm chính thức hợp pháp, như Vương quốc Anh, mại dâm đường phố đã bị cấm.
Một số khu vực cũng cấm đi lang thang theo vòng vòng, chậm chạp lái xe để tìm mua dịch vụ của một người bán dâm.
Ở Úc, ở New South Wales việc mời gọi trên đường phố là hợp pháp, trừ một số khu vực (như gần trường học). Các tiểu bang và lãnh thổ Úc khác cấm việc mời gọi trên đường phố, mặc dù một số trong số này cho phép các nhà máy giấy phép.
Mại dâm đường phố là hợp pháp ở New Zealand. Ở Đức cũng cho phép, nhưng các thành phố có thể hạn chế nó trong một số khu vực hoặc thời gian (quy định khác nhau từ nơi này đến nơi khác).
Ở Hoa Kỳ, mại dâm đường phố là bất hợp pháp ở tất cả 50 tiểu bang; 49 tiểu bang cấm mọi hình thức mại dâm. Nevada cho phép các nhà máy giấy phép, nhưng chỉ ở một số khu vực nông thôn, không phải ở các khu vực đô thị lớn (chỉ có tám quận có nhà máy giấy phép và mại dâm bên ngoài những nhà máy giấy phép này là bất hợp pháp trên toàn tiểu bang).
Ở bốn thành phố ở Hà Lan, một khu vực đặc biệt (tippelzone) được chỉ định cho mại dâm đường phố hợp pháp. Khu vực này thường nằm ở một khu công nghiệp để tránh gây phiền hà cho người dân và có thể bao gồm một khu vực giao hợp tình dục (afwerkplek). Trong hầu hết các khu vực, những người bán dâm cần có giấy phép.

## Những rủi ro và nghiên cứu
Các người phụ nữ mại dâm đường phố rất dễ bị tấn công về mặt thể xác và tình dục, cũng như bị cướp bởi khách hàng và điếm chủ.
Tổ chức Y tế Thế giới báo cáo rằng một nghiên cứu tại Bangladesh đã phát hiện rằng từ 50% đến 60% những người bán dâm đường phố đã bị hiếp dâm bởi những người đàn ông trong quân đội, và từ 40% đến 50% đã bị hiếp dâm bởi khách hàng địa phương.
Nghiên cứu của Melissa Farley với 854 người bán dâm ở chín quốc gia - Canada, Colombia, Đức, Mexico, Nam Phi, Thái Lan, Thổ Nhĩ Kỳ, Hoa Kỳ và Zambia - cho thấy 95% người bán dâm đã bị tấn công thể xác và 75% đã bị hiếp dâm. 89% phụ nữ được phỏng vấn cho biết họ muốn rời khỏi nghề mại dâm. Tuy nhiên, phương pháp và tính trung lập của các nghiên cứu của Farley đã bị các nhà khoa học khác như Ronald Weitzer chỉ trích. Weitzer cũng cho biết rằng các kết quả của Farley bị ảnh hưởng nặng nề bởi tư tưởng feminism cấp tiến.
Trong một nghiên cứu năm 2008 về người bán dâm đường phố ở Chicago, Mỹ, các nhà kinh tế Steven D. Levitt và Sudhir Alladi Venkatesh phát hiện rằng phụ nữ làm việc mà không có điếm chủ nhận mức lương trung bình khoảng 25 đô la một giờ, và những người làm việc có điếm chủ kiếm được thêm 50%. Điều này tương đương khoảng bốn lần mức lương của những công việc khác có sẵn cho họ. Những người bán dâm bị bắt giữ một lần trong mỗi 450 lần tiếp xúc và mỗi lần bắt giữ thứ 10 dẫn đến tù.
Năm 2004, một nghiên cứu tại Vương quốc Anh cho thấy lên đến 95% phụ nữ bán dâm đường phố là người nghiện ma túy gặp vấn đề, trong đó có khoảng 78% là người nghiện heroin và số người nghiện cái nồi cần sa đang tăng lên.

## Tác động của COVID-19
Trong suốt đại dịch COVID-19, các nghề liên quan đến tiếp xúc gần (bao gồm mại dâm, giữa những nghề khác) đã bị cấm (tạm thời) ở một số quốc gia. Điều này đã dẫn đến việc giảm mại dâm ở địa phương.